# Кубок России по современному пятиборью
Кубок России по современному пятиборью являются внутри российскими соревнованиями и проводятся под эгидой Федерации современного пятиборья России. До 1992 года проводился Кубок СССР, а с 1993 года проходят соревнования «Кубок России». Соревнования проводятся как правило в начале года и являются отборочным стартом по результатам которого формируется состав сборной России для участия в международных соревнованиях.
В розыгрыше Кубка России принимают участие мужчины и женщины. Награды разыгрываются как правило в личном и командном первенстве, а также в эстафетах.

## Женщины
- Первым обладателем Кубка России среди женщин в 1993 году стала Татьяна Чернецкая.
- Марина Колонина  Москва — является единственной пятиборкой, которая выиграла два турнира: Кубок СССР (1990) и Кубок России (2004).
- Самая титулованная пятиборка России:

3-х кратная победительница:
Хураськина Екатерина Москва
Доната Римшайте Москва
Татьяна Муратова  Москва — (2000, 2002, 2005)
2-х кратная победительница:
Губайдуллина, Гульназ  Московская область- Ямало-Ненецкий автономный округ — (2020, 2021)
Фенина (Сергеева) Елена  Москва — (1995, 1997)

## Сведения о Кубке России
| Мужчины | Мужчины         | Мужчины                                | Женщины | Женщины | Женщины                                                                     |
| Год     | Город           | Победитель                             | Год     | Город   | Победитель                                                                  |
| 2025    | Киров           | Гадецкий Антон · Краснодарский край    | 2025    | Киров   | Тагирова Амина · Москва                                                     |
| 2024    | Москва          | Борщев Петр · Ростовская область       | 2024    | Москва  | Соловьева Яна · Москва · Самара                                             |
| 2023    | Москва          | Громадский Егор · Московская область   | 2023    | Москва  | Чистякова Анастасия · Московская область                                    |
| 2022    | Москва          | Лифанов Александр · Самара             | 2022    | Москва  | Буряк Анна · Москва                                                         |
| 2021    | Москва          | Калимуллин Данил · Московская область  | 2021    | Москва  | Губайдуллина Гульназ · Московская область · Ямало-Ненецкий автономный округ |
| 2020    | Москва          | Баранов Сергей · Нижегородская область | 2020    | Москва  | Губайдуллина Гульназ · Московская область · Ямало-Ненецкий автономный округ |
| 2019    | Москва          | Лифанов Александр · Самара             | 2019    | Москва  | Аделина Ибатуллина · Московская область · Ямало-Ненецкий автономный округ   |
| 2018    | Москва          | Шугаров Илья · Москва                  | 2018    | Москва  | Васильева Анастасия · Самарская область                                     |
| 2017    | Москва          | Наумов Олег · Самарская область        | 2017    | Москва  | Баташова Ульяна · Московская область                                        |
| 2016    | Москва          | Пучкаревский Егор · Москва             | 2016    | Москва  | Анна Савченко · Москва                                                      |
| 2015    | Москва          | Александр Кукарин · Санкт-Петербург    | 2015    | Москва  | Доната Римшайте · Москва                                                    |
| 2014    | Москва          | Наумов Олег · Самарская область        | 2014    | Москва  | Доната Римшайте · Москва                                                    |
| 2013    | Москва          | Сергей Карякин · Москва                | 2013    | Москва  | Екатерина Хураськина · Москва                                               |
| 2012    | Москва          | Семен Бурцев · Москва                  | 2012    | Москва  | Екатерина Хураськина · Москва                                               |
| 2011    | Москва          | Фролов Илья · Самарская область        | 2011    | Москва  | Доната Римшайте · Москва                                                    |
| 2010    | Москва          |                                        | 2010    | Москва  | Екатерина Хураськина · Москва                                               |
| 2009    | Москва          | Семен Бурцев · Москва                  | 2009    | Москва  | Евдокия Гречишникова · Москва                                               |
| 2008    | Москва          | Сергей Шуин · Московская область       | 2008    | Москва  | Терещук Виктория · Украина                                                  |
| 2007    |                 |                                        | 2007    |         |                                                                             |
| 2006    |                 |                                        | 2006    |         |                                                                             |
| 2005    | Санкт-Петербург | Яськов Николай · Санкт-Петербург       | 2005    | Москва  | Татьяна Муратова · Москва                                                   |
| 2004    | Москва          | Якушин Артем · Санкт-Петербург         | 2004    | Москва  | Марина Колонина · Москва                                                    |
| 2003    | Москва          | Алексей Кухарев · Санкт-Петербург      | 2003    | Москва  | Александра Садовникова · Москва                                             |
| 2002    | Москва          | Алексей Лебединец · Самара             | 2002    | Москва  | Татьяна Муратова · Москва                                                   |
| 2001    | Москва          | Дмитрий Галкин · Ставрополь            | 2001    | Москва  | Татьяна Наказная · Украина                                                  |
| 2000    | Москва          | Стойков Денис · Москва                 | 2000    | Москва  | Татьяна Муратова · Москва                                                   |
| 1999    |                 |                                        | 1999    |         |                                                                             |
| 1998    | Москва          | Алексей Есипенко · Московская область  | 1998    | Москва  |                                                                             |
| 1997    | Москва          | Дмитрий Сватковский · Москва           | 1997    | Москва  | Елена Сергеева · Москва                                                     |
| 1996    |                 |                                        | 1996    |         |                                                                             |
| 1995    |                 |                                        | 1995    | Москва  | Елена Фенина · Москва                                                       |
| 1994    |                 |                                        | 1994    |         |                                                                             |
| 1993    | Москва          |                                        | 1993    | Москва  | Татьяна Чернецкая · Москва                                                  |